# Futebolista sul-americano do ano 1973
O premio de jogador sul-americano do ano, foi atribuído a partir do ano de 1971 Até 1992
pelo jornal venezuelano "El Mundo". Este premio foi aberto para qualquer jogador sul-americano e foi reconhecído como oficial até o ano de 1985, sendo substituído posteriormente pelo jornal uruguaio, "El País", que recebeu status de oficial em 1986, passando a nomear, o "Rei de futebol da América", Elegendo somente jogadores sul-americanos e de clubes da América do Sul.

## Melhores jogadores do ano
Escolhidos Pelo diário venezuelano "El Mundo", por escritores de futebol da America do Sul. Qualquer jogador sul-americano era  elegível, não importando qual país ou continente ele jogasse.

Top 10
Vencedores
```
 1. Edson Arantes do Nascimento "PELÉ"       Brasil        
 Santos (Bra)

 2. Miguel Angel BRINDISI                    Argentina     
 Huracán (Arg)

 3. Roberto RIVELINO                         Brasil        
 Corinthians (Bra)
```

```
 4. Fernando MORENA                          Uruguai       
 Peñarol (Uru)

 5. Carlos CASZELY                           Chile         
 Colo Colo (Chi)

 6. Elías FIGUEROA                           Chile         
 Internacional-RS (Bra)

 7. Ruben AYALA                              Argentina     
 Atlético Madrid (Spa)

    Jair Ventura Filho "JAIRZINHO"           Brazil        
 Botafogo (Bra)

    Hugo SOTIL                               Peru          
 Barcelona (Spa)

 10.Saturnino ARRÚA                          Paraguai      
 Real Zaragoza (Spa)

    Alberto QUINTANO                         Chile         
 Cruz Azul (Mex)
```

- Obs. Esta lista contém onze jogadores porque houve empate entre alguns concorrêntes.

- Regulamento: Somente os três primeiros são premiados:

1. Bola de ouro
2. Bola de prata
3. Bola de bronze